# 白庙镇 (临泉县)
白庙镇，是中华人民共和国安徽省阜阳市临泉县下辖的一个乡镇级行政单位。

## 行政区划
白庙镇下辖以下地区：
白庙村、卞庄村、净堂村、新建村、镇东村、鲁阁村、三星村、大徐村、姚集村、孟楼村、杨庄村和邵营村。